# Компонент системи комплементу C5a
C5a — пептидний компонент системи комплементу, який є потужним прозапальним медіатором та бере участь у розвитку імунної відповіді. С5а та С5b утворюються в наслідок розщеплення компонента системи комплементу С5 і відіграють важливу роль у захисних механізмах імунної системи від чужорідних патогенів.

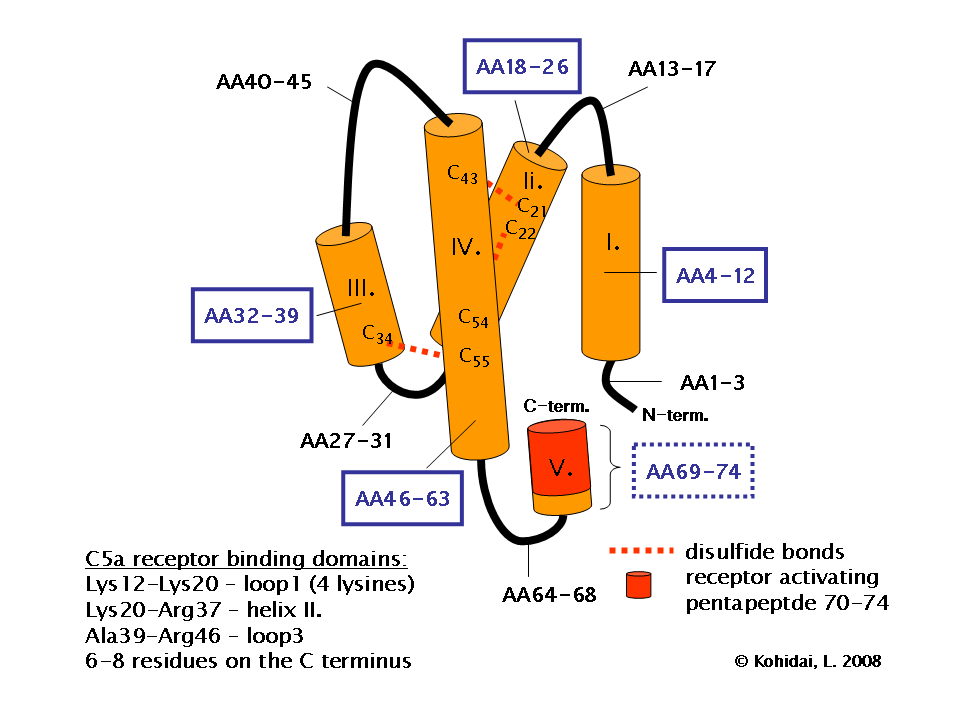
Схематичне зображення тривимірної структури комплементу 5а

## Експресія
Ген C5, що є попередником C5a, розташований на довгому плечі C5 РНК розміром ~5,4 kb і складається з α- і β-ланцюгів С5, ковалентно з’єднаних міжмолекулярним дисульфідним зв’язком. C5a утворюється під час протеолізу C5 конвертазою пептидного зв'язку на α-ланцюзі C5, таким чином утворюється два продукти: невеликий фрагмент C5a (~11 кДа) та великий фрагмент C5b (~185 кДа).

## Структура
C5a являє собою високогідрофільний глікопротеїн, що складається з 74 амінокислотних залишків (12-14,5 кДа) і має петельно-ланцюгову структуру. C5a має чотири антипаралельні альфа-спіралі, з'єднані пептидними петлями, стабілізованими трьома дисульфідними зв'язками. Серед чотирьох спіралей спіраль 3 є найкоротшою і фланкованою ділянками L2 та L3, вона переходить в довгу петлеву область, яка є конформаційно гнучкою.
С5а містить N- та C-термінальні домени. N-кінцева ділянка відповідальна за приєднання молекули до мембрани чи її рецепторів, а С-термінальний домен – за функціонування молекули С5а під час імунної відповіді.
Коротка спіраль в області C-терміналя C5a має невпорядковану структуру. C5a нативно глікозильований N-ацетилглюкозаміном (NAG) у N64, тоді як деякі інші амінокислоти аспарагіну: N29 і N30, є неглікозильованими. В рекомбінантному C5a людини глікозилювання відсутнє. В C-термінальній області C5a є незамінна амінокислота R74, яка модулює низхідну передачу сигналів C5a, також виокремлено деякі критичні амінокислоти в C5a, які беруть участь у зв’язуванні та передачі сигналів між ним та його рецепторами.
N-термінальна частина молекули забезпечує сполучення з рецепторами та іншими білками в клітинах. Цей домен також містить гідрофобну кишеню, яка дозволяє молекулі приєднуватися до мембран клітин, шляхом встановлення взаємодії з ліпідним шаром мембрани клітин. 

## Функції
C5a є учасником як вроджених імунних реакцій, так і реакцій адаптивного імунітету і бере участь у низці біологічних реакцій.
Він є анафілатоксином і викликає підвищення проникності судин та сприяє підвищенню експресії адгезійних молекул на ендотелії. Має спазмогенну активність і викликає скорочення гладкої мускулатури, сприяє підвищенню температури тканин, набрякам.
C5a є хемотаксином для запальних клітин: нейтрофіли, макрофаги, моноцити, які після вивільнення С5а направляються до місця запалення та починають боротьбу з інфекцією. Також C5a є хемоаттрактантом для антигенпрезентуючих клітин, які направляються до лімфатичних вузлів.
C5a модулює співвідношення активуючих та інгібіторних рецепторів IgG Fc на лейкоцитах, тим самим посилюючи аутоімунну відповідь. 
С5а відповідальний за генерацію цитотоксичних кисневих радикалів і так званий респіраторний сплеск. При гострій запальній відповіді C5a викликає окислювальні сплески в нейтрофілах, вивільняючи гранульовані ферменти та посилюючи фагоцитоз.
C5a стимулює виділення протизапальних цитокінів та хемокінів (IL-8, IL-6, IL-7). C5a може викликати дегрануляцію мастоцитів, вивільняючи прозапальні молекули гістамін і TNF-α.
Також С5а задіяні в процесі згортання крові та адаптивним імунітетом.

## Регуляція
За фізіологічних умов плазмова концентрація C5a коливається від 1 до 5 нМ, яка виводиться із системи протягом 3-5 хв за допомогою регуляторних механізмів.
Існують різні регуляторні білки, які модулюють активність комплементу, впливаючи на конвертази C3 і C5. Представники мембранозв’язаних регуляторів комплементу мають неспецифічну активність порівняно зі специфічними розчинними регуляторами комплементу.
Серед усіх розчинних регуляторів відома карбоксипептидаза N (CPN), яка розщеплює зв'язок Gly-Arg на С-кінці та видаляє кінцевий аргінін (R74) C5a з утворенням менш потужну похідну des-Arg74-C5a. Це інактивує C5a, суттєво знижуючи його анафілактоксичність та хемотаксичність до 1% від початкових показників C5a, що є надійним моделюючим механізмом активності комплементу. При цьому у des-Arg74-C5a зберігається максимальна сигнальна потужність та підвищується загальна клітинна активність (EC50) порівняно з C5a. 
Відомо про регуляцію системи комплементу пентраксинами. Серед них можна назвати С-реактивний білок (CRP), сироватковий амілоїдний білок P (SAP) і пентраксин-3 (PTX3). Пентраксини координують кліренс пошкоджених тканинних компонентів для захисту від інфекцій і регулювання запалення, пов'язаного із системою комплементу.
Пентраксини зв'язуються зі своїми мішенями і активують комплемент, зв'язуючи його перший компонент C1q. Також пентраксини можуть інгібувати комплемент на стадії C3b, щоб запобігти надмірному пошкодженню. Комплементінгібуючі функції пентраксинів базуються на їх здатності взаємодіяти з інгібіторами комплементу C4bp або фактором H (FH). C4bp зв’язується з SAP, тоді як FH зв’язується як з CRP, так і з PTX3. FH сприяє опсонофагоцитозу через інактивацію C3b до iC3b і пригнічує активність AP, таким чином запобігаючи утворенню C5a.

## Рецептори C5a
Рецепторами для С5а є вважаються G-білок пов’язані рецептори, такі як C5aR1 (CD88, C5aR) та C5aR2 (GPR77, C5L2). Ці рецептори можуть експресуватися на різних типах клітин мієлоїдного та немієлоїдного ряду. C5a зв’язується з однаковою високою спорідненістю як з C5aR1, так і з C5aR2 (~2–4 нМ), тоді як des-Arg74-C5a демонструє різну спорідненість до обох рецепторів.
C5aR1 вважається класичним GPCR для С5а, тоді як C5aR2 - це некласичний рецептор-приманка, який з’єднується не з G-білком, а з β-арестинами. Однак досі ведуться дискусії з цього приводу, адже є свідчення, що C5a з C5aR2 активує β-арестин, який пригнічує передачу сигналів ERK, індукуючи протизапальну відповідь на відміну від передачі сигналів C5a-C5aR1.
Зв’язування C5a з GPCR запускає сигнальний каскад, у якому крім збільшення рівня внутрішньоклітинного кальцію ініціалізуються й інші сигнальні шляхи, такі як MAPK/ERK-шлях та NFκB-шлях в наслідок чого відбувається вивільнення ферментів на основі гранул і продукування активних форм кисню (АФК). Це також призводить до активації факторів транскрипції, таких як STAT3, (NF)-κB, AP-1 і CREB, що призводить до експресії прозапальних цитокінів, костимулюючих молекул і компонентів комплементу.
Вісь C5a-C5aR2 також може активувати шлях MAPK, ERK1/2, MEK/ERK. Незалежно від функціонального результату, зв’язування C5a необхідне для десенсибілізації, інтерналізації та рециркуляції C5aR1 і C5aR2.

## Захворювання
Регулювання системи комплементу є надзвичайно важливим, адже нерегульована активація комплементу може призводити до гострого та хронічного запалення тканин. Постійна стимуляція прозапальних сигнальних осей C5a відіграє значну роль у виникненні та прогресуванні різних аутоімунних, запальних та нейрональних захворювань, які супроводжуються швидким вивільнення C5a, безперервним рекрутуванням запальних клітин з експресією C5aR1 і C5aR2, це може призводити до збоїв вродженої імунної системи та органних недостатностей. З іншого боку, порушення гомеостазу С5а, в бік зниження його концентрації призводить до різноманітних патологій, що супроводжуються підвищенням ризиків інфекцій та імунодефіцитних станів.

#### Респіраторні захворювання та С5а
Рецептори C5a експресуються в гладком’язових клітинах і альвеолярних макрофагах, включаючи епітелій бронхів. C5a може викликати судинну проникність і індукувати вивільнення гістаміну, включаючи скорочення гладкої мускулатури дихальних шляхів. Крім того, C5a рекрутує запальні клітини, такі як поліморфноядерні нейтрофіли (PMN), що призводить до окислювального вибуху та секреції кількох цитокінів і хемокінів, включаючи фактори активації тромбоцитів.
Тому порушення виробництва C5a може грати роль у запальних реакціях під час розвитку пневмонії, а також алергії, астми, синдрому гострого респіраторного дистрес-синдрому (ARDS), хронічного обструктивного захворювання легень (COPD) та інших патологічних станів, що супроводжуються запальними реакціями, тромбозами та ендотеліальною дисфункцією.

#### Сепсис
Під час сепсису відбувається неконтрольована активація системи комплементу та активне вироблення C5a, це також створює дисбаланс між сигнальними мережами, індукованими прозапальними та протизапальними медіаторами. До того ж надлишок С5а впливає на апоптоз нейтрофілів, тимоцитів, що призводить до імунодефіциту, крім того це може призводити до пошкодження тканин, поліорганної недостатності тощо.

#### C5a при нейродегенеративних захворюваннях
C5aR1 експресується в усіх клітинах центральної нервової системи, а передача сигналів C5a-C5aR1 відіграє значну роль у нейрогенезі та синаптичному ремоделюванні мозку. У фізіологічних умовах передача сигналів комплементу в мозку є значною мірою захисною, оскільки вона допомагає в синаптичному скороченні, видаленні надлишкових нейромедіаторів і переробці старих білків.
Надмірно активований комплемент може спровокувати запалення ЦНС через порушення ГЕБ мозку, особливо при старінні, мітохондріальній дисфункції та окислювальному стресі. Також передача сигналів C5a-C5aR1 призводить до активації макрофагів і нейтрофілів і впливає на розвиток запального і нейропатичного болю, бактеріального менінгіту тощо.
Також білки системи комплементу синтезуються в астроцитах і мікроглії. Тривала активація C5aR1 при таких захворюваннях, як хвороба Альцгеймера, хвороба Хантінгтона і бічний аміотрофічний склероз вказує на значення C5a в патології захворювання.

#### Серцево-судинні захворювання
С-реактивний білок (CRP) є раннім запальним біомаркером, пов’язаним із прогнозуванням ризику та розвитку серцево-судинних захворювань. CRP може ініціювати активацію комплементу, а запалення, опосередковане через утворення надмірної кількості C5a, пов’язане з серцево-судинними ускладненнями, такими як атеросклероз і гострий тромбоз. Імуногістохімічні дослідження показали наявність надмірної кількості C5a у пацієнтів з гострим коронарним синдромом, розвиненим атеросклерозом, інфарктом міокарда тощо. Крім того, спостерігається високий рівень C5a при гострій серцевій недостатності та гіпертензії порівняно зі здоровими пацієнтами.

#### Антифосфоліпідний синдром
Антифосфоліпідний синдром (APS або APLS) характеризується наявністю антифосфоліпідних антитіл (aPL). Шляхи комплементу можуть бути активований у пацієнтів з aPL та функціонувати як кофактор патогенезу aPL-асоційованих процесів. Генерація C5a індукує чутливу до нейтрофільного тканинного фактора активність прокоагулянтів. 

#### Рак
C5a грає роль у пухлиногенезі та прогресуванні раку. Мембранозв’язані серинові протеази на ракових клітинах можуть самостійно продукувати C5a без активації системи комплементу. Крім того, рівень C5a може підвищуватися в мікрооточенні пухлини, що сприяє проліферації клітин і метастазування. До того ж C5a сприяє зниженню регуляції імунного контролю, опіру клітинній смерті, індукції ангіогенезу, нестабільності геному та запаленням, пов’язаним з пухлиною.
C5a рекрутує мієлоїдні супресорні клітини (MDSCs), які знижують протипухлинну відповідь цитотоксичних Т-клітин шляхом генерації супресивних активних форм азоту та кисню, що призводить до проліферації ракових клітин. C5a посилює регуляцію запальних цитокінів в мікрооточенні пухлини, що додатково сприяє пухлинно-асоційованому запаленню. C5a може сприяти прогресуванню раку, знижуючи експресію важливих імуномодуляторів у пухлинних клітинах.
Відомо, що більш низькі рівні C5a пригнічують прогресування пухлини, індукуючи інфільтрацію клітин природних кілерів (NK) і макрофагів у пухлину. Однак збільшені кількості можуть сприяти прогресуванню пухлини шляхом внутрішньопухлинного ангіогенезу та антиапоптозного шляху.

#### C5a при діабеті та захворюваннях нирок
Інсулінорезистентність (діабет II типу), а також аутоімунне руйнування β-клітин підшлункової залози (діабет I типу) сприяє розвитку гіперглікемії. Ускладнення, пов’язані з діабетом, варіюються від ішемічної хвороби серця, інсульту, ретинопатії до нейропатії та нефропатію.
Активація системи комплементу може відігравати роль у патогенезі діабету, пов’язаного із запаленням, викликаним високою концентрацією глюкози в крові. Може індукуватися надмірне виробництво АФК і посилюватися регуляція PKC і NFκB, що призводить до запалення та пошкодження тканин. C5a викликають поглинання глюкози жировою тканиною, а також запалення жирової тканини та ожиріння.
C5a викликає запалення в нирках, діючи як хемоаттрактант для макрофагів і нейтрофілів, може впливати на ендотеліальні клітини нирок через сингалізацію C5a-C5aR1 чи C5a-C5aR2, шляхом перепрограмування мітохондрій. Відомо про роль C5a в тромбозі, пов'язаному з гемодіалізом, у пацієнтів із хронічною нирковою недостатністю. Окрім цього, C5a впливає на метилювання ДНК специфічних генів, що викликають старіння нирок при хронічних захворюваннях нирок.

#### C5a при запаленні кісток
Гомеостаз і ремоделювання кісток вимагають взаємозв’язку між остеобластами та остеокластами, які можуть експресувати C5aR1 і C5aR2. Білки комплементу, такі як C3 і C5, грають важливу роль як під час розвитку кістки, так і при запальних захворюваннях кісток, таких як ревматоїдний артрит, остеоартрит і рак кісток.

## Застосування в медицині
C5a грає центральну роль в патогенезі згаданих захворювань, його нестача або надлишок призводять до різних патологічних станів, і тому регуляція його активності є надзвичайно важливим завданням. Цей факт сприяв розробці фармакологічних засобів для модулювання його ефектів, які досягаються через націлювання на взаємодію C5a з C5aR1/C5aR2. Деякі з них спрямовані на білок-білкову взаємодію між C5a та рецептором, що передбачає блокування рецептора або ліганду. На сьогоднішній день є обмежене коло препаратів, орієнтованих на конкретні компоненти комплементу, які використовуються на практиці. Однак більшість препаратів ще знаходяться у розробці чи проходять різні стадії доклінічних випробувань.
Наприклад, екулізумаб (Soliris; Alexion Pharmaceuticals) - це моноклональне антитіло до C5, яке зв’язується з α-ланцюгом C5 і запобігає розщепленню C5 на C5a і C5b за допомогою C5-конвертази. Наразі препарат має показання для лікування деяких хвороб і проходить проспективні клінічні дослідження для розширення цього списку. Однак екулізумаб обмежує утворення MAC, що підвищує ризик інших патогенних інфекцій. Існують похідні цієї молекули - пекселізумаб та равулізумаб (Alexion Pharmaceuticals).
Також розроблена велика кількість інгібіторів для рецепторів C5a. Наприклад, авокапан (ChemoCentryx), DF2593A, що пригнічує функцію C5aR1 алостерично і може полегшити ноцицептивні ефекти, викликані C5aR1 при запаленні, однак зараз знаходиться на стадії доклінічної розробки. PMX205 (Teva Pharmaceutical Industries Ltd.) - циклічний пептидний антагоніст C5aR1, що є похідним лінійного пептиду C089, отриманого з CT-області C5a, пройшов доклінічні випробування і в перспективі є багатообіцяючим в лікування нейродегенеративних розладів. JPE-1375 (Jerini Ophthalmic Inc.) - лінійний пептидоміметичний антагоніст C5aR1, який знаходиться на стадії доклінічної розробки проти ниркових та очних захворювань.
Селективні терапевтичні агоністи, спрямовані на C5a-C5aR2, на сьогоднішній день не були добре вивчені. Серед неселективних лігандів модна згадати мутантний пептид C5a (A8D71-73), який блокує взаємодію C5a як з C5aR1, так і з C5aR2.
Пряме інгібування або захоплення надлишку C5a при гострих або хронічних запальних станах також має великий терапевтичний потенціал. Наприклад, було розроблене MEDI7814 - високоафінне антитіло, яке взаємодіє із епітопом C5a і сприяє структурному алостеризму C5a. Наразі клінічні дослідження цієї молекули не виходять за межу фази I. Вілабелімаб (IFX-1) - високоселективне моноклональне антитіло проти C5a, що не впливає на утворення MAC. Наразі проходить фазу III клінічних випробувань для багатьох захворювань.
Крім того, були розроблені альтернативні шляхи націлювання на C5a, це можуть бути пептидні та непептидні малі молекули, націлені на активний центр на C5aR1 та ін.